# Ministério da Cidadania
| Ministério da Cidadania                                                      |                                 |
| Esplanada dos Ministérios, Bloco A - Brasília, DF www.gov.br/cidadania/pt-br |                                 |
| Criação                                                                      | 1 de janeiro de 2019 (6 anos)   |
| Extinção                                                                     | 31 de dezembro de 2022 (2 anos) |
| Orçamento                                                                    | R$ 173,6 bilhões (2022)         |

O Ministério da Cidadania foi um órgão do Poder Executivo federal brasileiro, resultante da união do Ministério do Desenvolvimento Social, do Ministério do Esporte e do Ministério da Cultura.

## Contexto geral
Na sequência a eleição de Jair Bolsonaro, a diluição do Ministério da Cultura juntamente com os Ministérios do Esporte e do Desenvolvimento Social foi anunciada em novembro de 2018 pela equipe de transição do novo governo eleito. Os três ministérios foram fundidos na estrutura do Ministério da Cidadania. O médico gaúcho Osmar Terra, filiado ao MDB que serviu como ministro do Desenvolvimento Social durante o mandato de Michel Temer, foi também anunciado como ministro da nova pasta. Após o anúncio, secretários da Cultura de dezoito estados lançaram um manifesto pedindo a manutenção do órgão.
Em 1º de janeiro de 2019, a partir da reforma administrativa do governo recém-empossado, o MinC foi oficialmente extinto pela medida provisória nº 870, publicada em edição especial do Diário Oficial da União. Osmar Terra minimizou a extinção dos três ministérios, afirmando que a fusão não enfraqueceria as respectivas áreas. Dentro do Ministério da Cidadania, foi criada a Secretaria de Cultura, comandada por Henrique Medeiros Pires, ex-chefe de gabinete do Ministério do Desenvolvimento Social durante a gestão de Terra.
Em novembro de 2019, a Secretaria Especial da Cultura e órgãos vinculados foram transferidos do Ministério da Cidadania para o Ministério do Turismo.

## Instituições incorporadas

### Fundações
- Fundação Centro Brasileiro de Televisão Educativa (FUNTEVE)

## Lista de ministros
| Ministro | Ministro | Ministro             | Início                  | Fim                     | Presidente     |
| -------- | -------- | -------------------- | ----------------------- | ----------------------- | -------------- |
| 1        |          | Osmar Terra          | 1 de janeiro de 2019    | 14 de fevereiro de 2020 | Jair Bolsonaro |
| 2        |          | Onyx Lorenzoni       | 18 de fevereiro de 2020 | 12 de fevereiro de 2021 | Jair Bolsonaro |
| 3        |          | João Roma            | 12 de fevereiro de 2021 | 30 de março de 2022     | Jair Bolsonaro |
| 4        |          | Ronaldo Vieira Bento | 30 de março de 2022     | 31 de dezembro de 2022  | Jair Bolsonaro |